# Jacob van Loo
Pour les autres membres de la famille, voir Van Loo.
Jacob van Loo, dit aussi en français Jacques Van Loo (L'Écluse, 1614 – Paris, le 26 ou le 27 novembre 1670), est un peintre de scènes mythologiques, bibliques et de genre, et un portraitiste néerlandais (Provinces-unies) du siècle d'or. Il fut le fondateur de la dynastie de peintres van Loo.

## Biographie

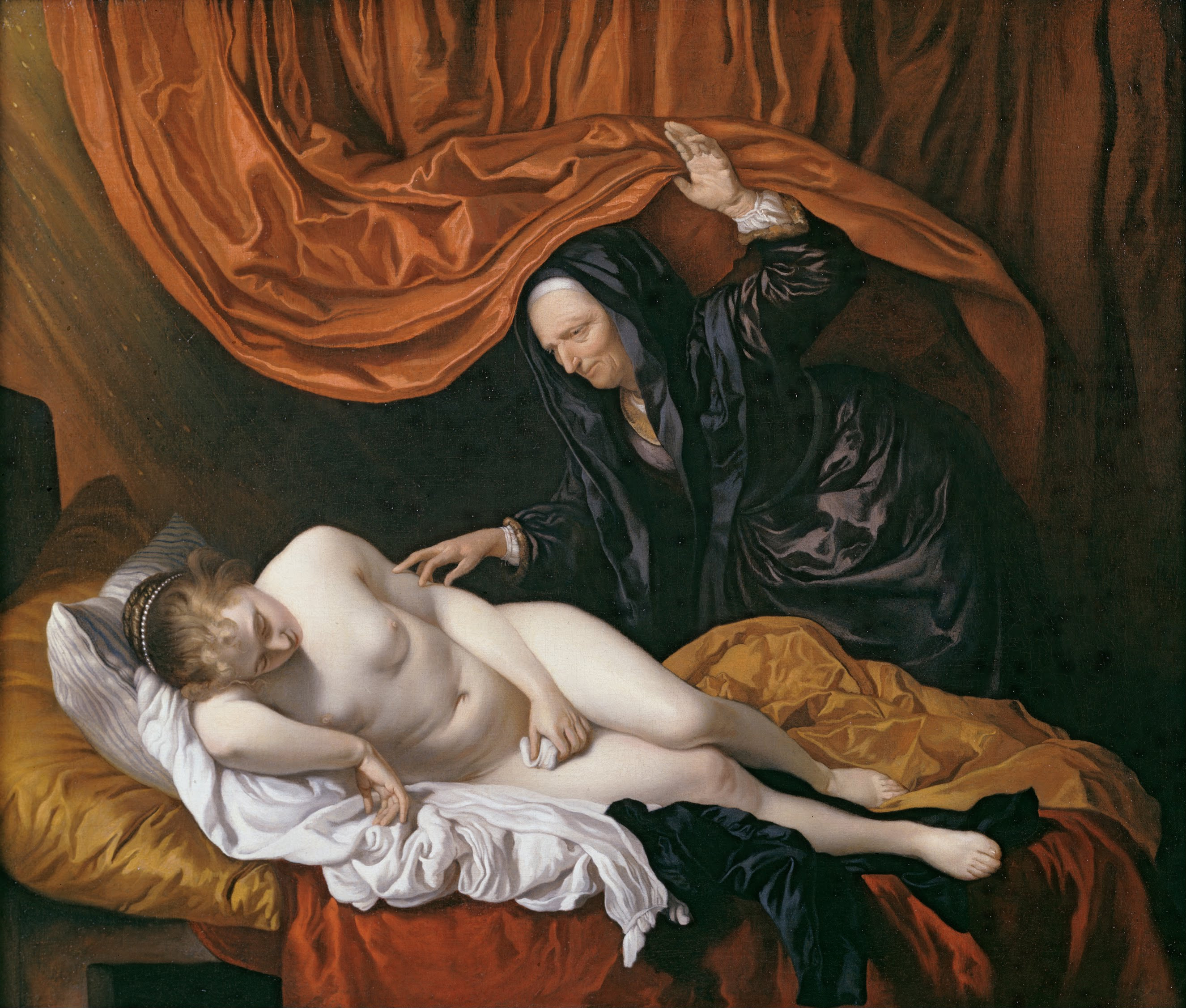
Danaé, huile sur toile, (coll. privée).

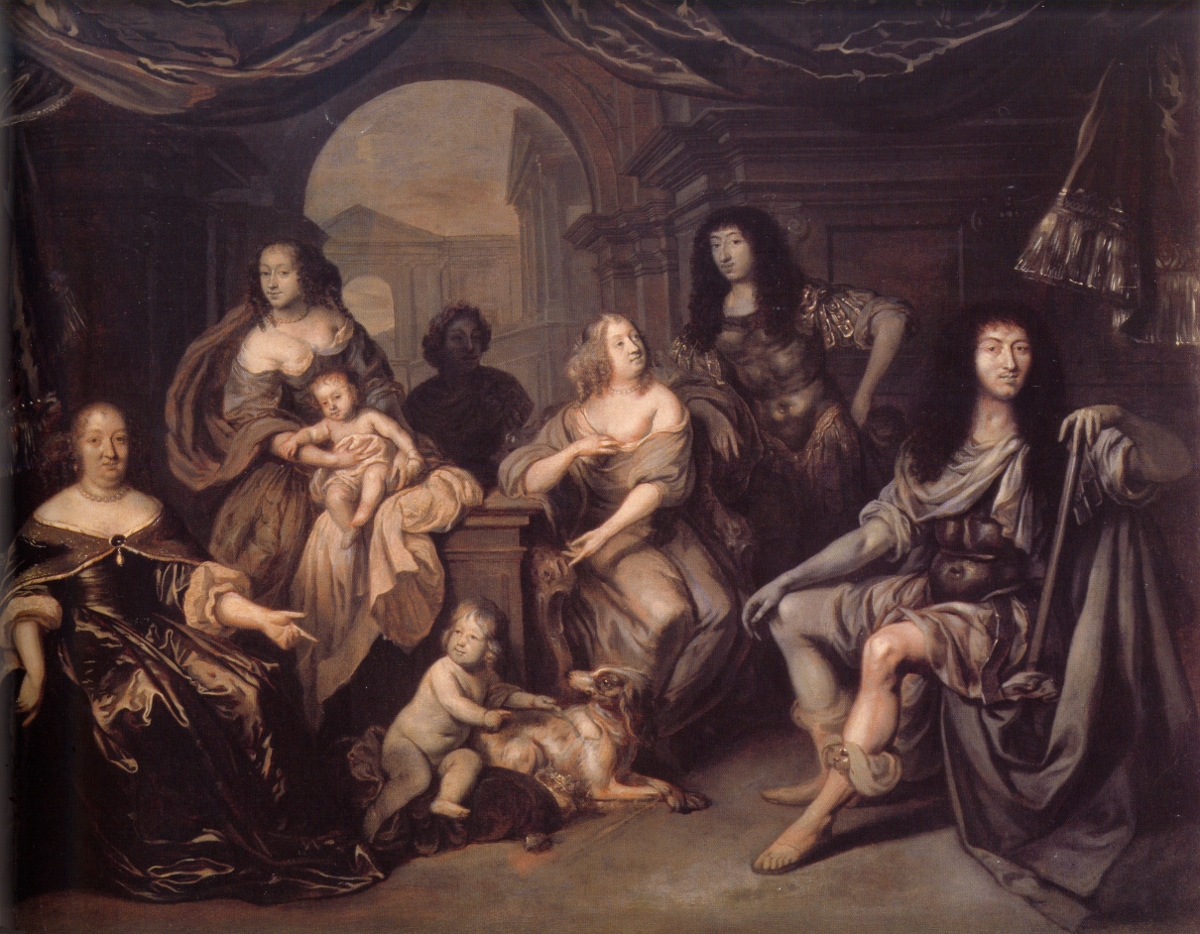
La Famille royale française, avec Louis XIV et Philippe d'Orléans, ca. 1663.

Jacob van Loo est né en 1614 en Zélande, l’une des Provinces-Unies. Il existe une confusion dans les sources concernant l'activité de son père, Jacques van Loo : selon certaines, en effet, il aurait été notaire, tandis que d'autres le présentent comme un peintre, et en font même à ce titre le premier maître de son fils. Une partie des archives de L'Écluse ayant vraisemblablement disparu lors de la Seconde Guerre mondiale, la question demeure difficile à éclaircir. Parmi les premières influences de Jacob van Loo, quoi qu'il en soit, figurent Thomas de Keyser et Jacob Adriaensz. Backer.
En 1635, van Loo part s’installer à Amsterdam, où il est le contemporain, entre autres, de Rembrandt, Frans Hals et Bartholomeus van der Helst. En 1643, il épouse la sœur du peintre Martinus Lengele, Anna ; le couple aura six enfants. À Amsterdam — dont van Loo acquiert les droits de bourgeoisie en 1652 —, la famille vit sur le Rozengracht, dans le quartier du Jordaan. Selon Houbraken, Eglon van der Neer aurait été son élève, alors sans doute aux environs de 1659.
En 1660, au cours d’une rixe dans une auberge, van Loo poignarde dans le ventre un certain Hendrik Breda, qui devait succomber à ses blessures. Van Loo est contraint de quitter précipitamment Amsterdam. Il est condamné à mort par contumace et banni à jamais des provinces de Hollande et de Frise occidentale. Il se fixe dès lors à Paris, où il est reçu en 1663 comme membre de l’Académie royale de peinture et de sculpture, grâce à son Portrait de Michel Corneille. C’est dans la ville française qu’il meurt en novembre 1670.
Son fils, Louis-Abraham van Loo, fut également un peintre, tout comme ses petits-fils Jean-Baptiste van Loo et Charles-André Van Loo, et ses arrière-petits-fils Louis-Michel van Loo, François van Loo et Charles Amédée Philippe van Loo. Ceux-ci sont considérés comme des artistes français.

## Œuvre
L’œuvre de van Loo est exécutée dans le style baroque, venu de Rome, et qui était en train de devenir un phénomène à l’échelle européenne à cette période.
Il est l'auteur de tableaux de genre : il popularisa, vers les années 1650, les vues rapprochées de concerts sur une loggia, et fut aussi connu pour ses représentations de groupes de personnes conversant, réalisées avec une palette de couleurs subtile. Il peignit également des scènes bibliques et mythologiques, dont plusieurs versions de Diane et ses nymphes, et on peut à ce titre le considérer comme l’une des influences majeures de Johannes Vermeer pour son tableau Diane et ses compagnes. Dans ces œuvres de van Loo, le nu féminin occupe une place privilégiée. Il exécuta en outre plusieurs portraits, dont ceux de Joan Huydecoper van Maarsseveen, son épouse, sa sœur Leonara Huydecoper (épouse de Jan J. Hinlopen), ainsi que de Johan Ortt, propriétaire du château Nijenrode, près de Breukelen, et qui apporta son soutien à Antoinette Bourignon.

## Quelques tableaux

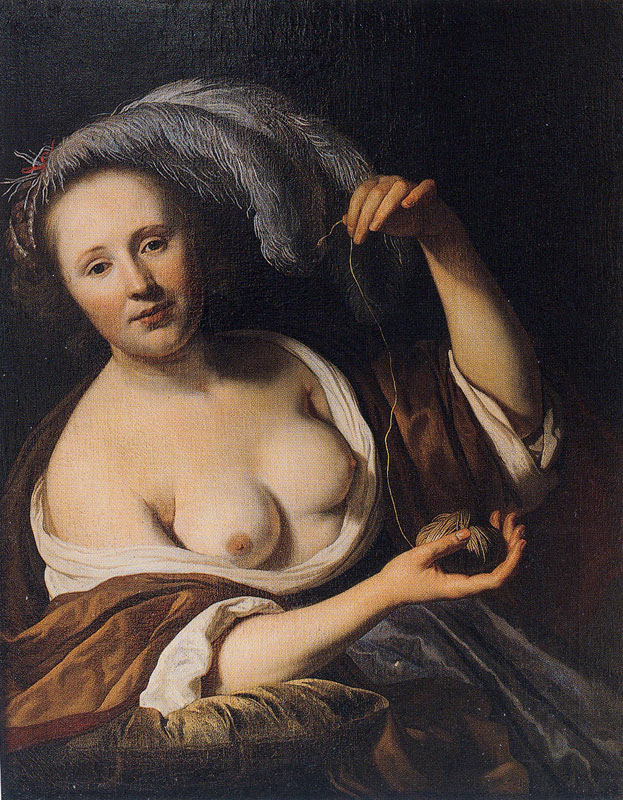
Ariane (1652). Wilanów Palace, Varsovie.

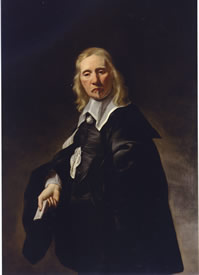
Portrait d’un gentilhomme, huile sur toile, vers 1668 (Kresge Art Museum, Michigan State University, East Lansing, Michigan).

- Amaryllis couronnant Mirtillo, huile sur toile, 161 × 192 cm, vers 1640-1660 (Rijksmuseum, Amsterdam – inv. C 1630).
- Ariane, toile, monogramme, 83 × 64 cm, daté 1652 (musée national, Varsovie – inv. Wil. 1590).
- Autoportrait, huile sur panneau, 63 × 51 cm, vers 1655-1665 (Rijksmuseum, Amsterdam – inv. A 4950).
- Bacchanales (Scène bacchique), toile, monogramme, 63 × 55 cm, daté (carton) 1653 (Rijksmuseum, Amsterdam – inv. A 3483).
- Bethsabée au bain, huile sur toile, vers 1625-1670 (musée du Louvre, Paris).
- Compagnie faisant de la musique (Concert), huile sur toile, 76 × 65 cm, vers 1640-1670 (musée de l'Ermitage, Saint-Pétersbourg).
  - Représentation identique[4], huile sur toile, 73,7 × 66 cm, vers 1650 (musée Thyssen-Bornemisza, Madrid).
- Le Coucher à l'italienne, huile sur toile, 187 × 143,5 cm, vers 1625-1670 (musée des beaux-arts, Lyon – inv. 1941-5).
- L'enfant au chien, huile sur toile, 88 x 75 cm, 1658, legs d'Albert Pomme de Mirimonde à la RMN, affecté au musée de Gray, Gray (Haute-Saône), musée Baron-Martin.
- Couple d’amoureux, toile, 47 × 37,5 cm, vers 1650-1660, (Rijksmuseum, Amsterdam – inv. A 2116).
- Portrait de femme, 1650-1660, huile sur toile, 102 x 81 cm (musée des Beaux-Arts d’Orléans)[5].
- Danaé, huile sur toile, 62 × 74 cm (coll. privée).
- Diane découvre la grossesse de Callisto[6], toile, monogramme, 107 × 169 cm, vers 1634, (musée de la ville, Alès – inv. 1941-5).
- Diane et ses nymphes, 136,8 × 170,6 cm, 1648, (Staatliche Museen zu Berlin - Preußischer Kulturbesitz, Gemäldegalerie, Berlin – inv. 765A).
- Diane et ses nymphes, toile, monogramme, 99,5 × 135,5 cm, daté 1654 (Statens Museum for Kunst, Copenhague – inv. 1876).
- Portrait de femme en sainte Catherine, 1655-1665, huile sur toile, 124,6 x 96,9 cm (musée des Beaux-Arts d’Orléans)[7].
- Diane et ses nymphes, toile, monogramme, 162 × 199 cm, vers 1655-1670 (musée Herzog Anton Ulrich, Brunswick – inv. 274).
- Étude de femme à demi dévêtue, huile sur toile, 104,8 × 80 cm, vers 1625-1670 (musée du Louvre, Paris – inv. 1440).
- La Famille Meebeeck Crywagen près de la porte de leur maison de campagne sur l’Uitweg près d’Amsterdam, toile, attribué à JVL, 100 × 133,5 cm, vers 1640-1645 (Rijksmuseum, Amsterdam – inv. A 81).
- Mélancolie, vers 1640-1670.
- Portrait de Johan Ortt, huile sur panneau, 122 × 90 cm (coll. privée).
- Portrait de Michel Corneille le père, peintre et recteur de l'Académie royale (1601-1664), huile sur toile, 116,8 × 86,7 cm, vers 1663 (musée du Louvre, Paris – inv. 1439).
- Portrait de jeune garçon au chien, huile sur toile, signé, 90,5 × 75 cm, daté 1658 (musée Baron-Martin, Gray – inv. RF 1985-59).
- Portrait d’un gentilhomme, huile sur toile, vers 1668 (Kresge Art Museum, Michigan State University, East Lansing, Michigan).
- Portrait d’un gentilhomme[8], huile sur toile, signé, 94.5 × 76.8 cm, daté 1656 (salle de vente Daphne Alazraki Fine Art, New York).
- Portrait supposé de Jan Van Reygersbergh, toile, 128 × 95,5 cm, vers 1640-1670 (Rijksmuseum, Amsterdam – inv. A 3749).
- Thomas Corneille, huile sur toile, 55 × 46 cm, vers 1650-1670 (musée Condé, Chantilly – inv. PE 323).
- Une Jeune Femme jouant avec des enfants et leur distribuant des perles, huile sur toile, 110 × 123 cm, milieu du XVIIe siècle (musée Condé, Chantilly – PE 385).
- Zorobabel montrant un plan de Jérusalem à Cyrus le Grand (musée des beaux-arts, Orléans).

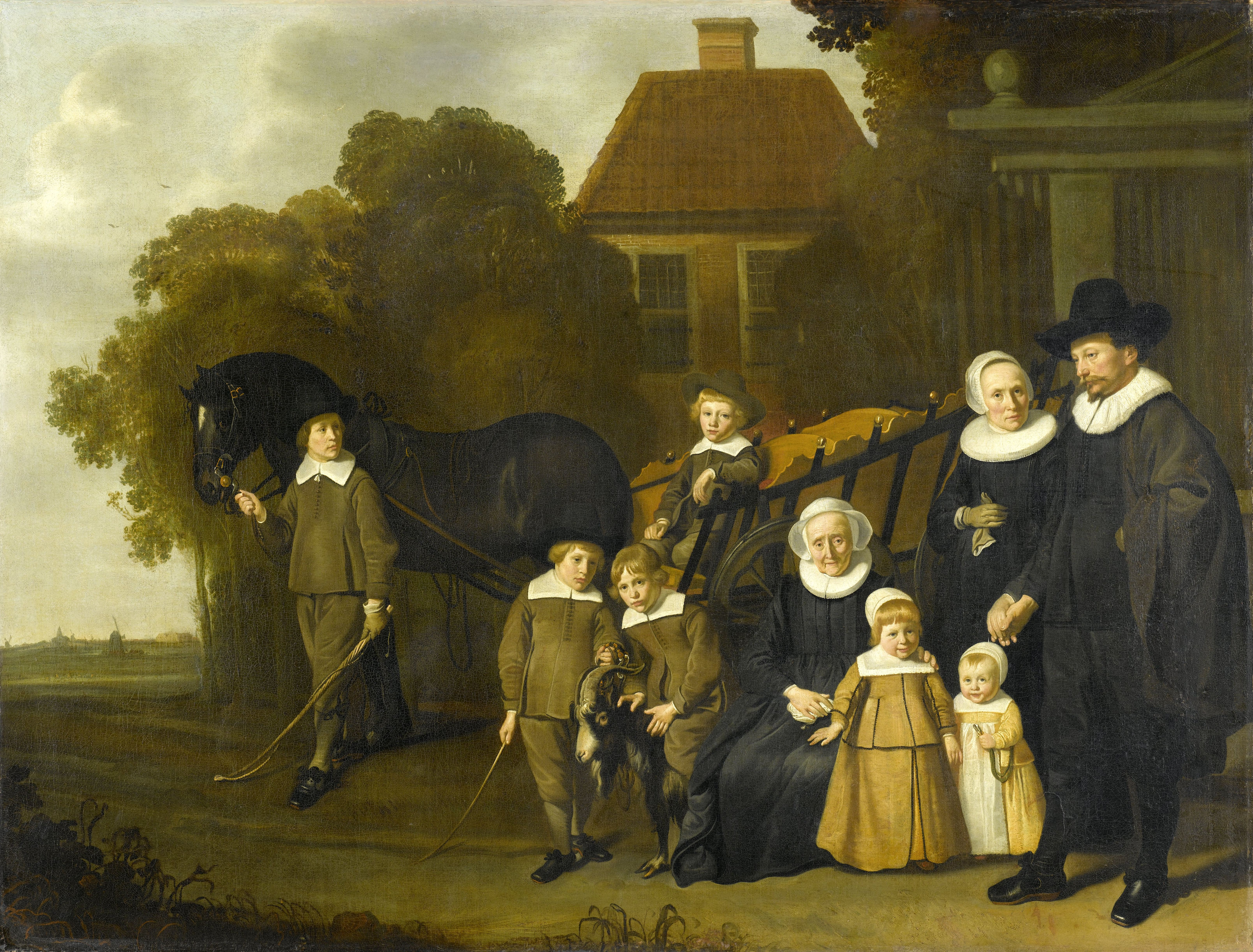
La Famille Meebeeck Cruywagen, attribué à JVL, vers 1640-45.
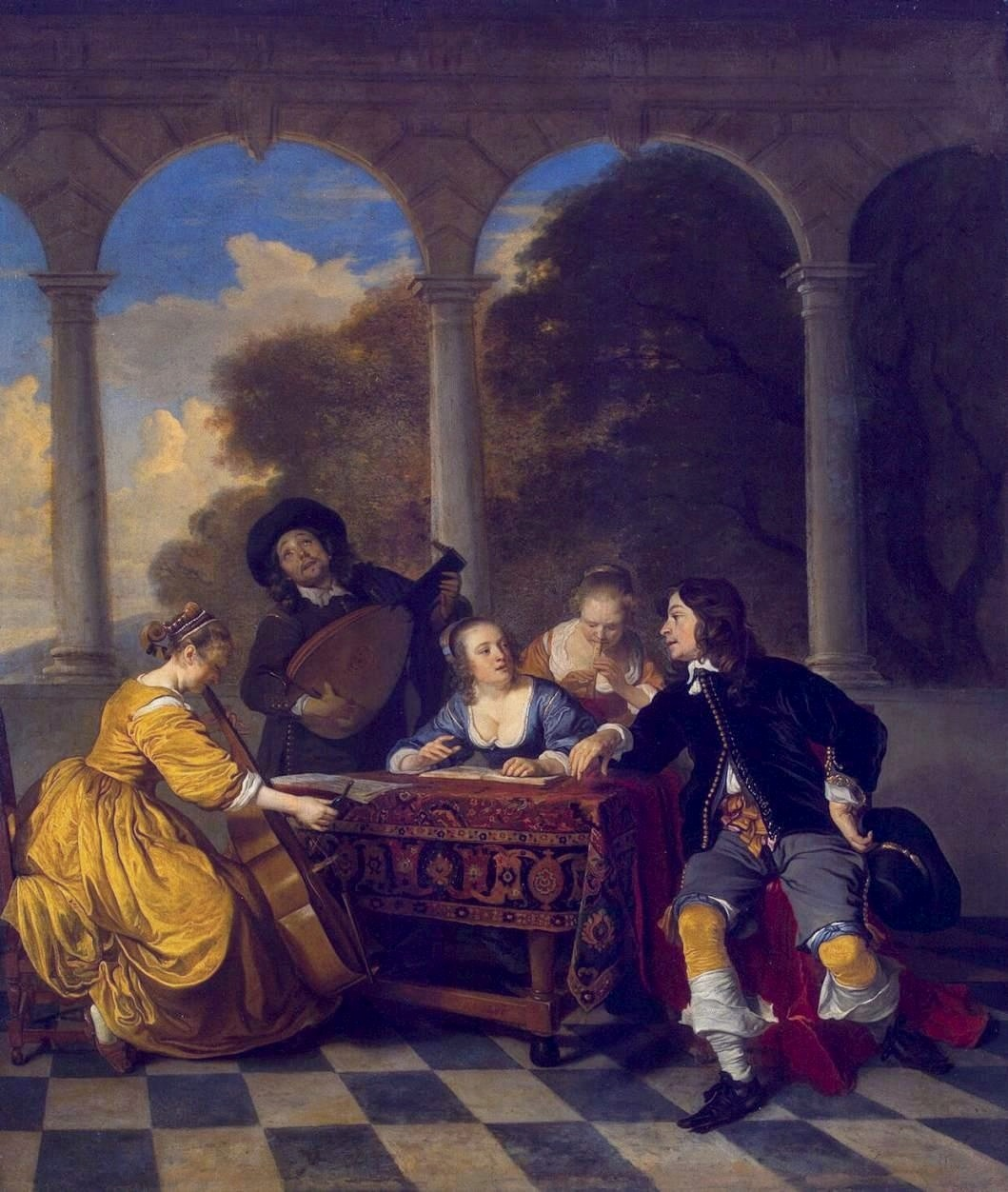
Compagnie faisant de la musique.
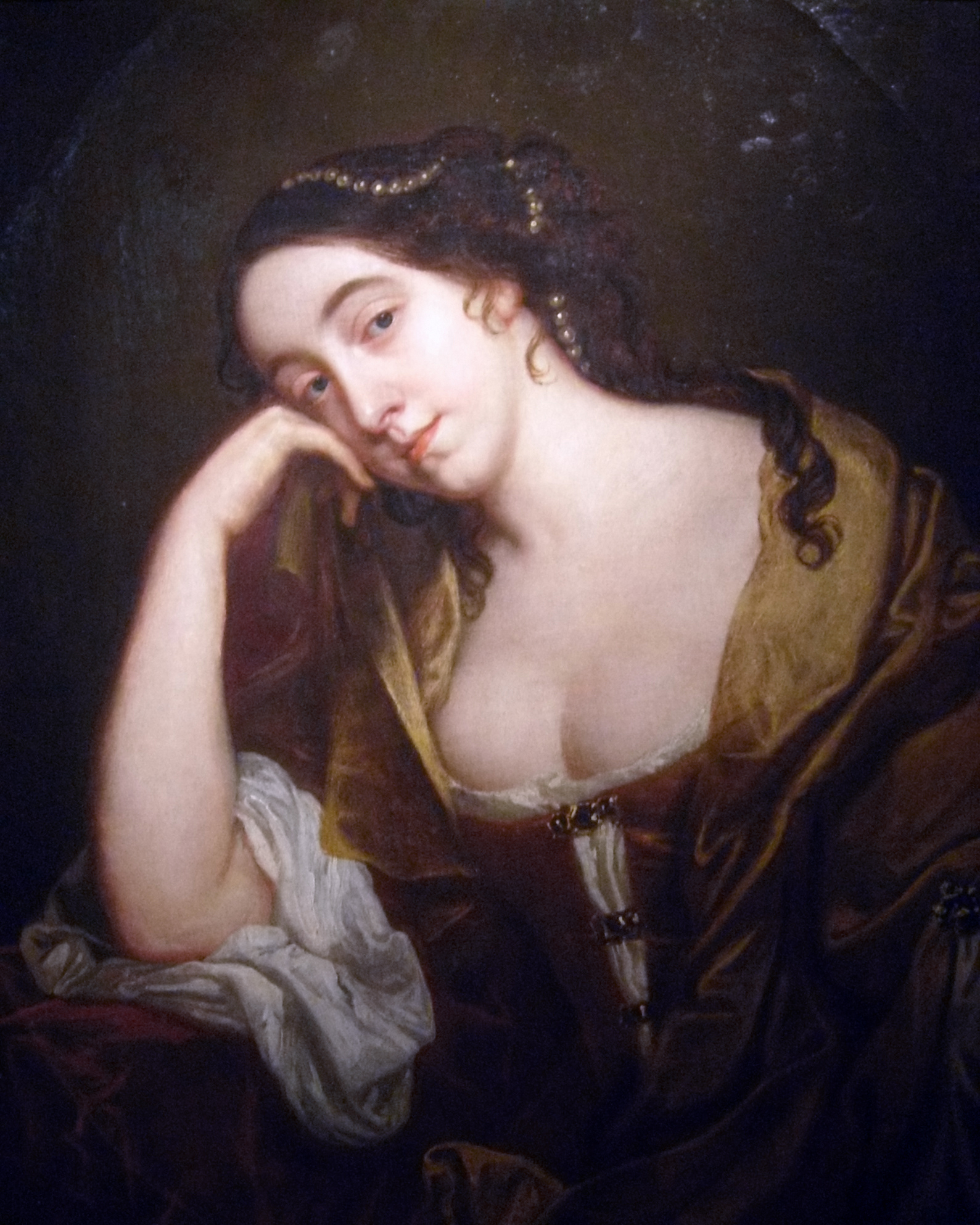
Mélancolie
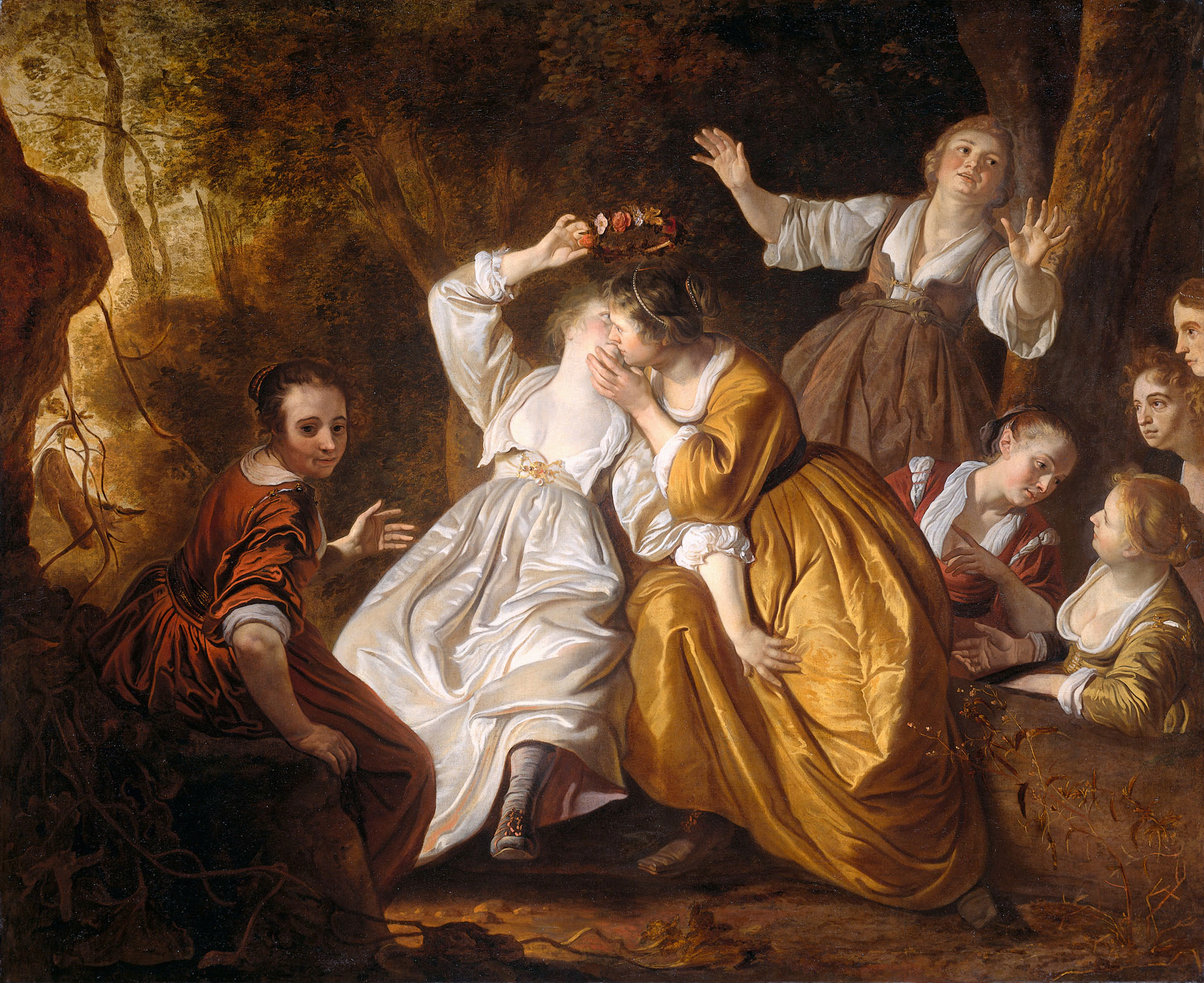
Amaryllis couronnant Mirtillo, vers 1640-1670.
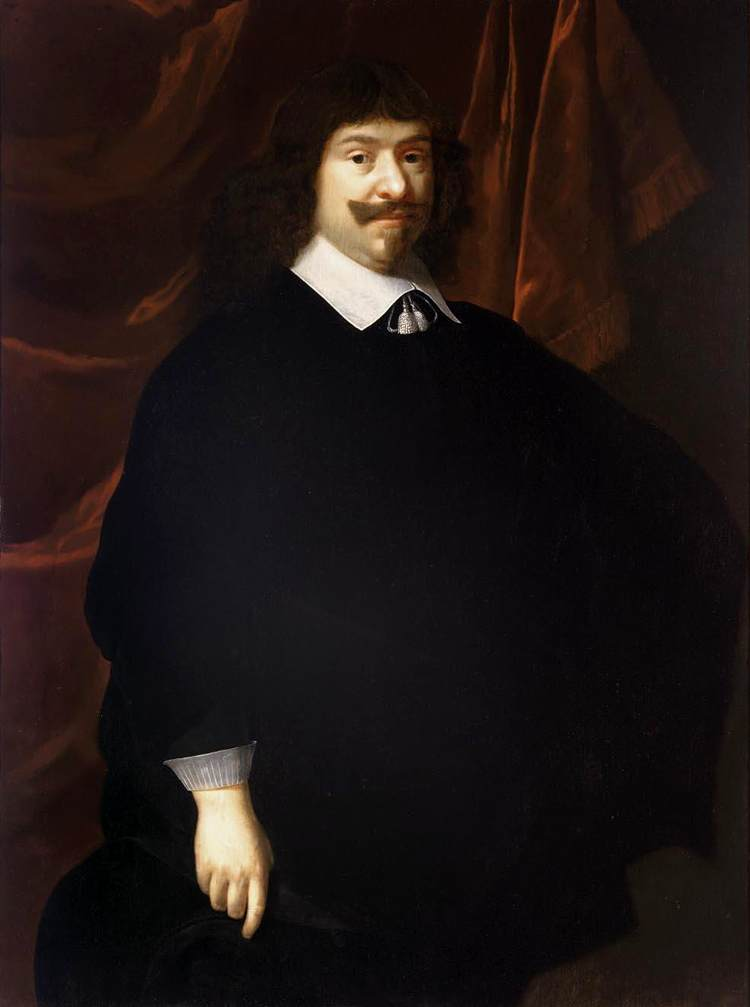
Portrait de Johan Ortt, vers 1640-1670.
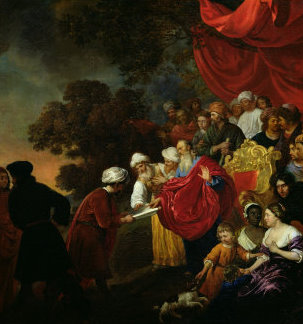
Zorobabel montrant le plan de Jérusalem à Cyrus le Grand, vers 1640-1670.
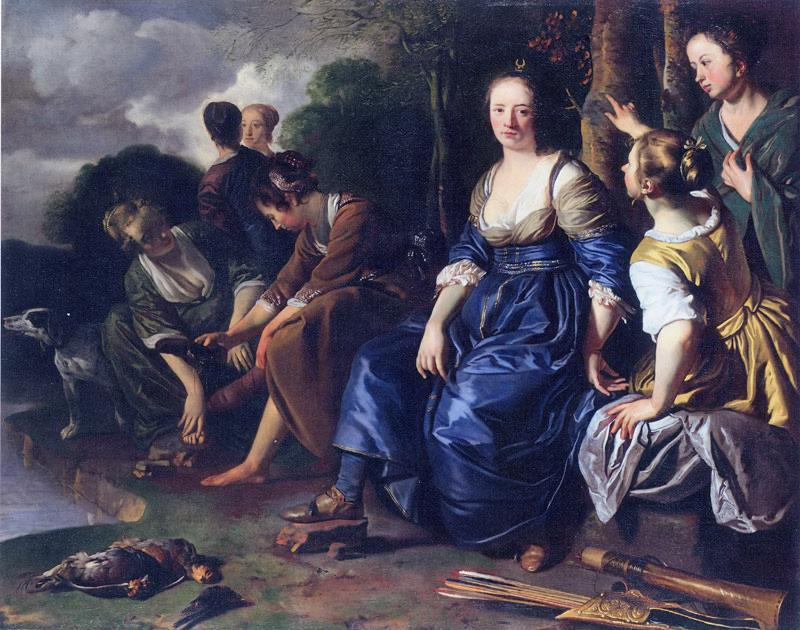
Diane et ses nymphes, 1648.
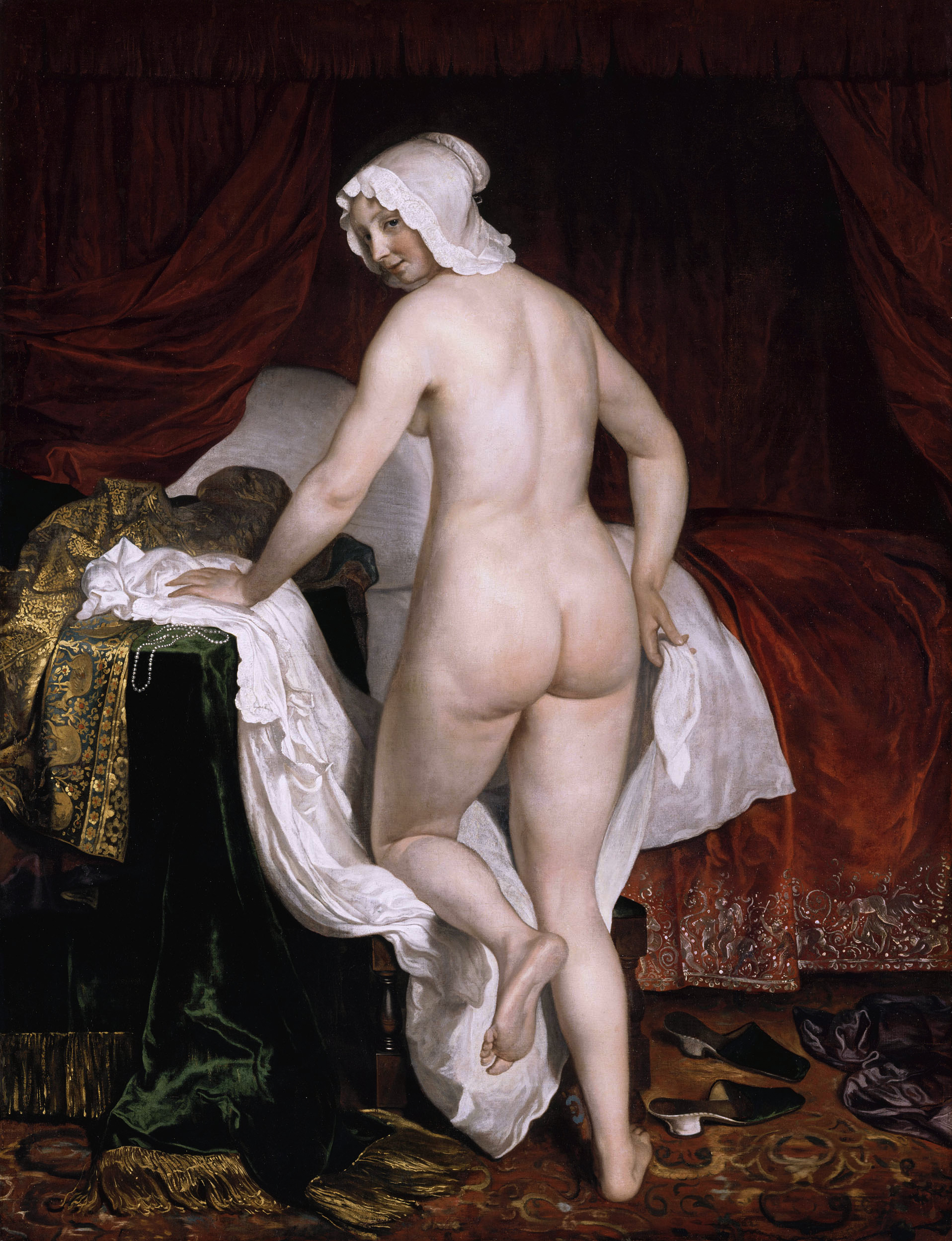
Le Coucher à l’italienne, vers 1650.
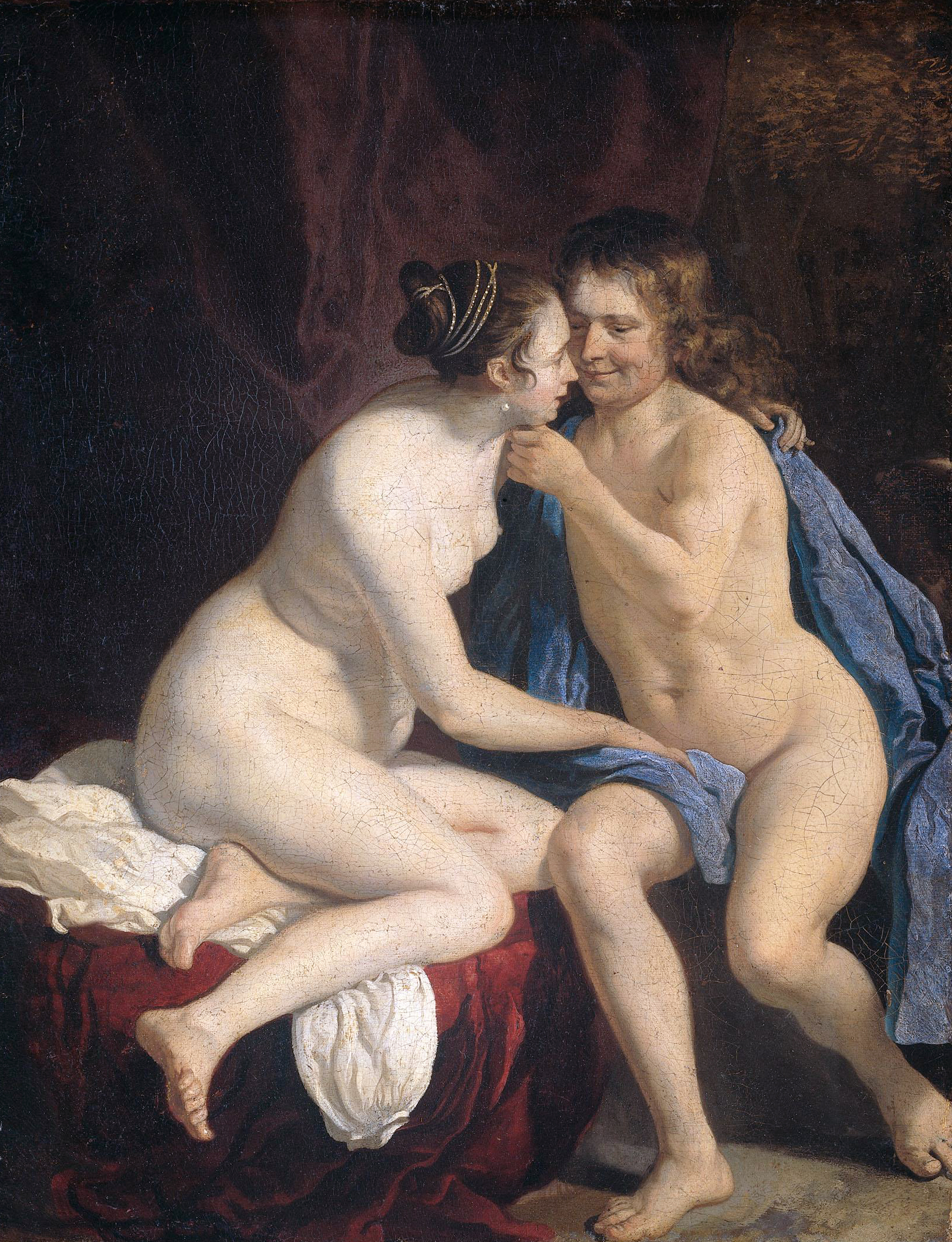
Couple d’amoureux, années 1650.
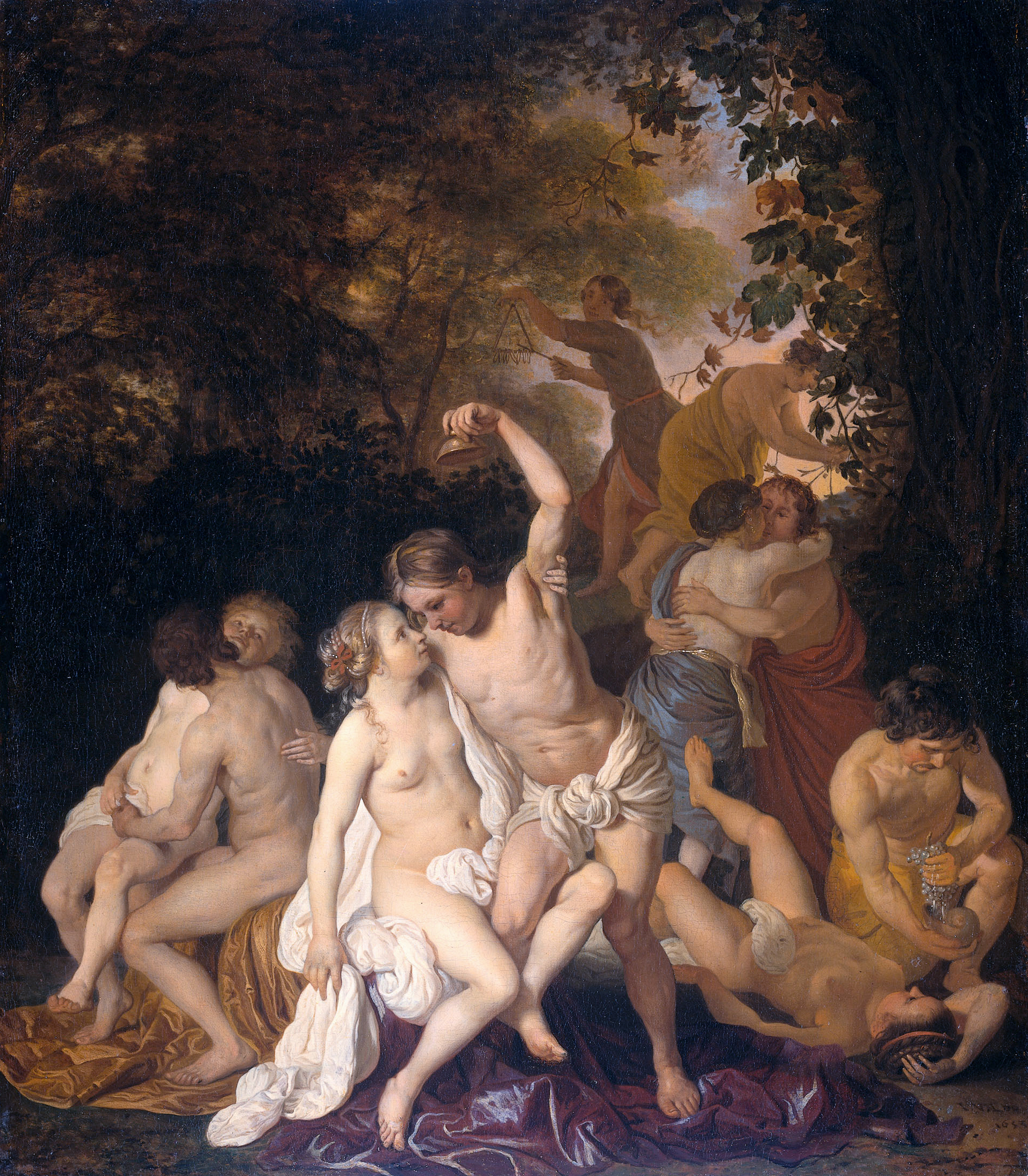
Bacchantes, 1653.
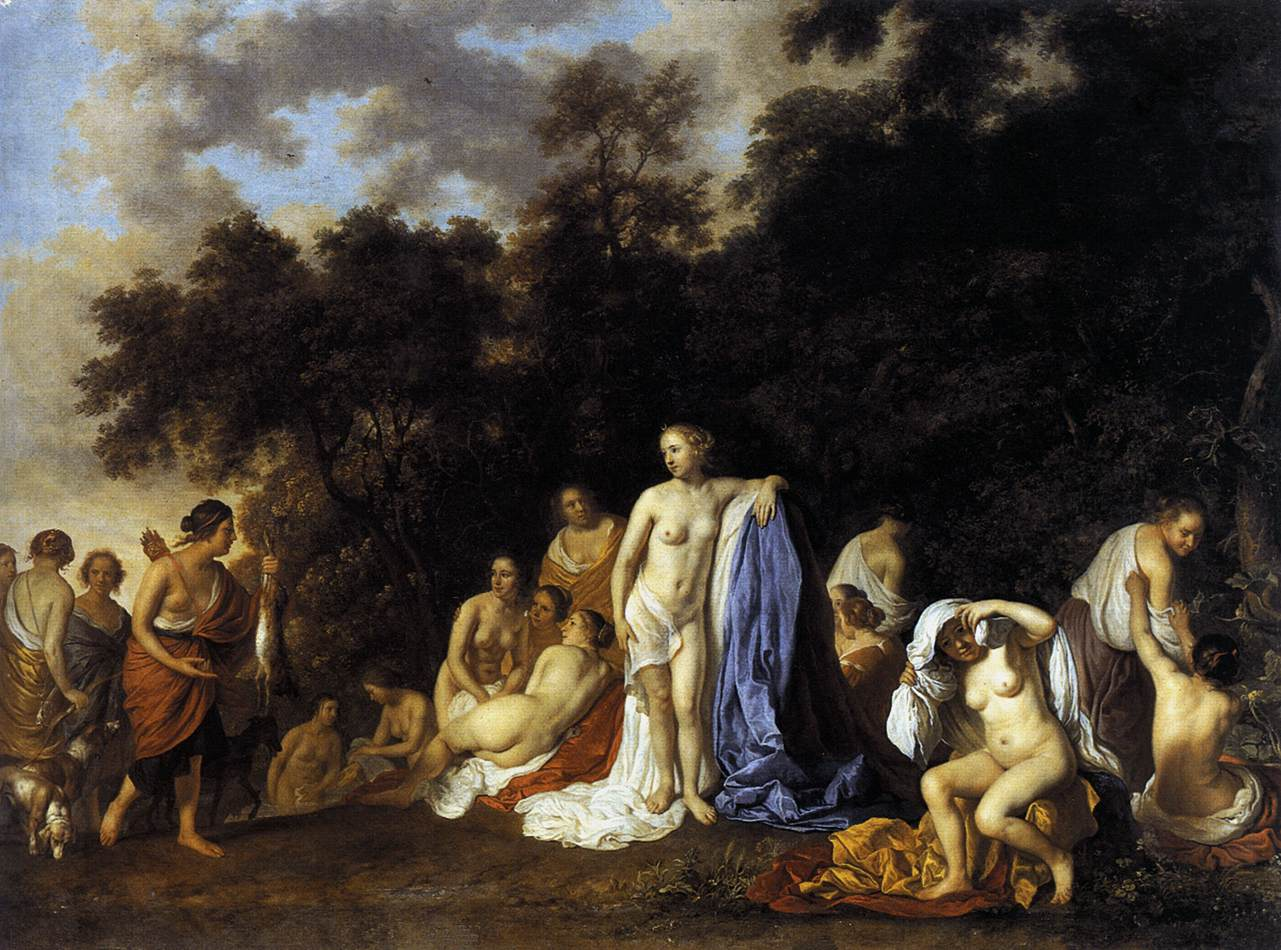
Diane et ses nymphes, 1654.
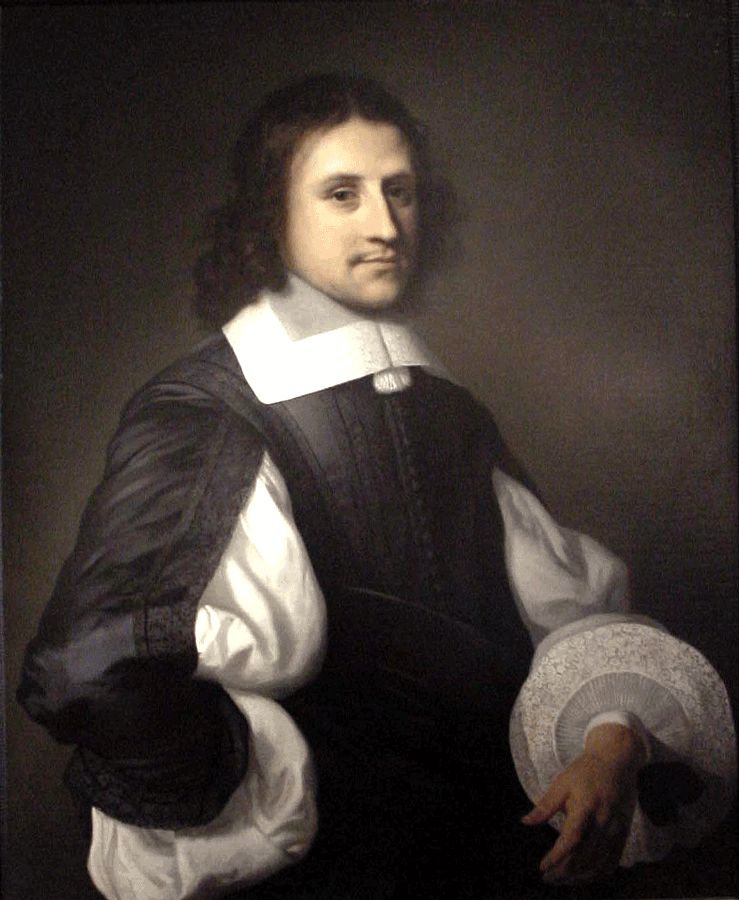
Portrait d'un gentilhomme, 1656.